# Sore (Landes)
Pour les articles homonymes, voir Sore.
Sore (Sòra en gascon) est une commune du Sud-Ouest de la France, située dans le département des Landes (région Nouvelle-Aquitaine).

## Géographie

### Localisation
Commune située dans la forêt des Landes et faisant partie du parc naturel régional des Landes de Gascogne. Elle est limitrophe du département de la Gironde.

### Communes limitrophes
Les communes limitrophes sont Bourideys, Saint-Symphorien, Argelouse, Belhade, Callen, Luxey, Pissos, Trensacq et Sabres.
| Argelouse, Belhade | Saint-Symphorien (Gironde)  | Bourideys (Gironde) |
| Pissos             | Sore                        | Callen              |
| Trensacq           | Sabres (par un quadripoint) | Luxey               |

### Hydrographie
La Petite Leyre arrose la commune. Le marais du Plata est un espace naturel sensible. Situé dans la forêt galerie de la Petite Leyre, il est constitué de milieux naturels variés : bois de feuillus, anciennes prairies, plan d'eau, tourbières. Autant d'habitats qui abritent des espèces de faune et de flore d'intérêt majeur.

### Climat
Pour des articles plus généraux, voir Climat de la Nouvelle-Aquitaine et Climat des Landes.
Historiquement, la commune est exposée à un climat océanique aquitain.  
En 2020, Météo-France publie une typologie des climats de la France métropolitaine dans laquelle la commune est exposée à un climat océanique et est dans la région climatique  Aquitaine, Gascogne, caractérisée par une pluviométrie abondante au printemps, modérée en automne, un faible ensoleillement au printemps, un été chaud (19,5 °C), des vents faibles, des brouillards fréquents en automne et en hiver et des orages fréquents en été (15 à 20 jours).
Pour la période 1971-2000, la température annuelle moyenne est de 13 °C, avec une amplitude thermique annuelle de 14,4 °C. Le cumul annuel moyen de précipitations est de 993 mm, avec 12,1 jours de précipitations en janvier et 7,5 jours en juillet. Pour la période 1991-2020, la température moyenne annuelle observée sur la station météorologique la plus proche, située sur la commune de Luxey à 8 km à vol d'oiseau, est de 13,6 °C et le cumul annuel moyen de précipitations est de 996,9 mm,. Pour l'avenir, les paramètres climatiques de la commune estimés pour 2050 selon différents scénarios d’émission de gaz à effet de serre sont consultables sur un site dédié publié par Météo-France en novembre 2022.

## Urbanisme

### Typologie
Au 1er janvier 2024, Sore est catégorisée commune rurale à habitat dispersé, selon la nouvelle grille communale de densité à sept niveaux définie par l'Insee en 2022.
Elle est située hors unité urbaine et hors attraction des villes,.

### Occupation des sols

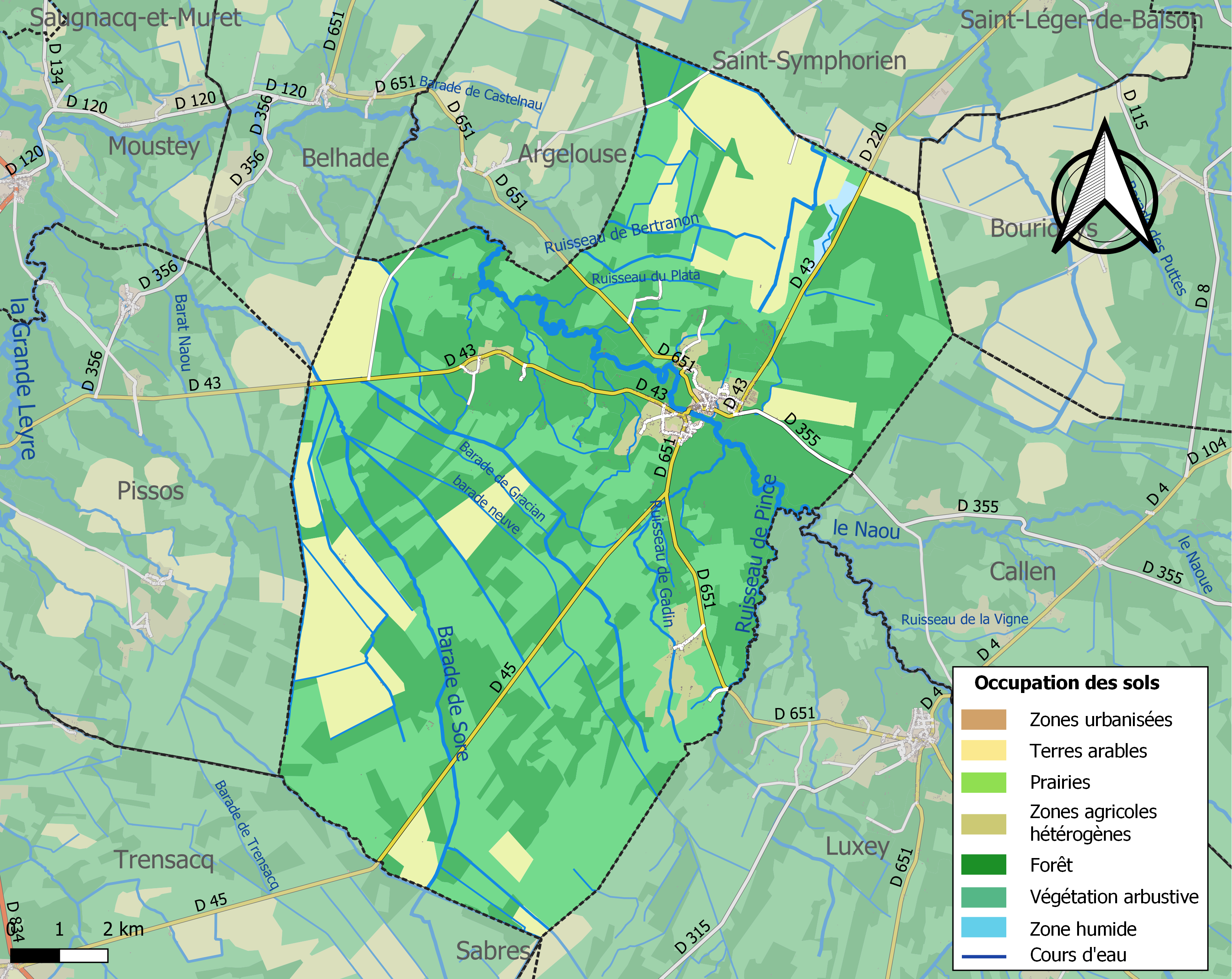
Carte des infrastructures et de l'occupation des sols de la commune en 2018 (CLC).

L'occupation des sols de la commune, telle qu'elle ressort de la base de données européenne d’occupation biophysique des sols Corine Land Cover (CLC), est marquée par l'importance des forêts et milieux semi-naturels (80,5 % en 2018), une proportion sensiblement équivalente à celle de 1990 (81,2 %). La répartition détaillée en 2018 est la suivante : forêts (40,9 %), milieux à végétation arbustive et/ou herbacée (39,7 %), terres arables (16,4 %), zones agricoles hétérogènes (2,3 %), zones urbanisées (0,5 %), zones humides intérieures (0,4 %). L'évolution de l’occupation des sols de la commune et de ses infrastructures peut être observée sur les différentes représentations cartographiques du territoire : la carte de Cassini (XVIIIe siècle), la carte d'état-major (1820-1866) et les cartes ou photos aériennes de l'IGN pour la période actuelle (1950 à aujourd'hui).

### Risques majeurs
Le territoire de la commune de Sore est vulnérable à différents aléas naturels : météorologiques (tempête, orage, neige, grand froid, canicule ou sécheresse), inondations, feux de forêts, mouvements de terrains et séisme (sismicité très faible). Il est également exposé à un risque particulier : le risque de radon. Un site publié par le BRGM permet d'évaluer simplement et rapidement les risques d'un bien localisé soit par son adresse soit par le numéro de sa parcelle.

#### Risques naturels
Certaines parties du territoire communal sont susceptibles d’être affectées par le risque d’inondation par débordement de cours d'eau, notamment la Petite Leyre, le ruisseau de Pince, le ruisseau de Montorgueil, la Barade de Sore, la Barade de Labourdasse et . La commune a été reconnue en état de catastrophe naturelle au titre des dommages causés par les inondations et coulées de boue survenues en 1999, 2009 et 2020,.
Sore est exposée au risque de feu de forêt. Depuis le 20 avril 2016, les départements de la Gironde, des Landes et de Lot-et-Garonne disposent d’un règlement interdépartemental de protection de la forêt contre les incendies. Ce règlement vise à mieux prévenir les incendies de forêt, à faciliter les interventions des services et à limiter les conséquences, que ce soit par le débroussaillement, la limitation de l’apport du feu ou la réglementation des activités en forêt. Il définit en particulier cinq niveaux de vigilance croissants auxquels sont associés différentes mesures,.
Les mouvements de terrains susceptibles de se produire sur la commune sont des tassements différentiels.

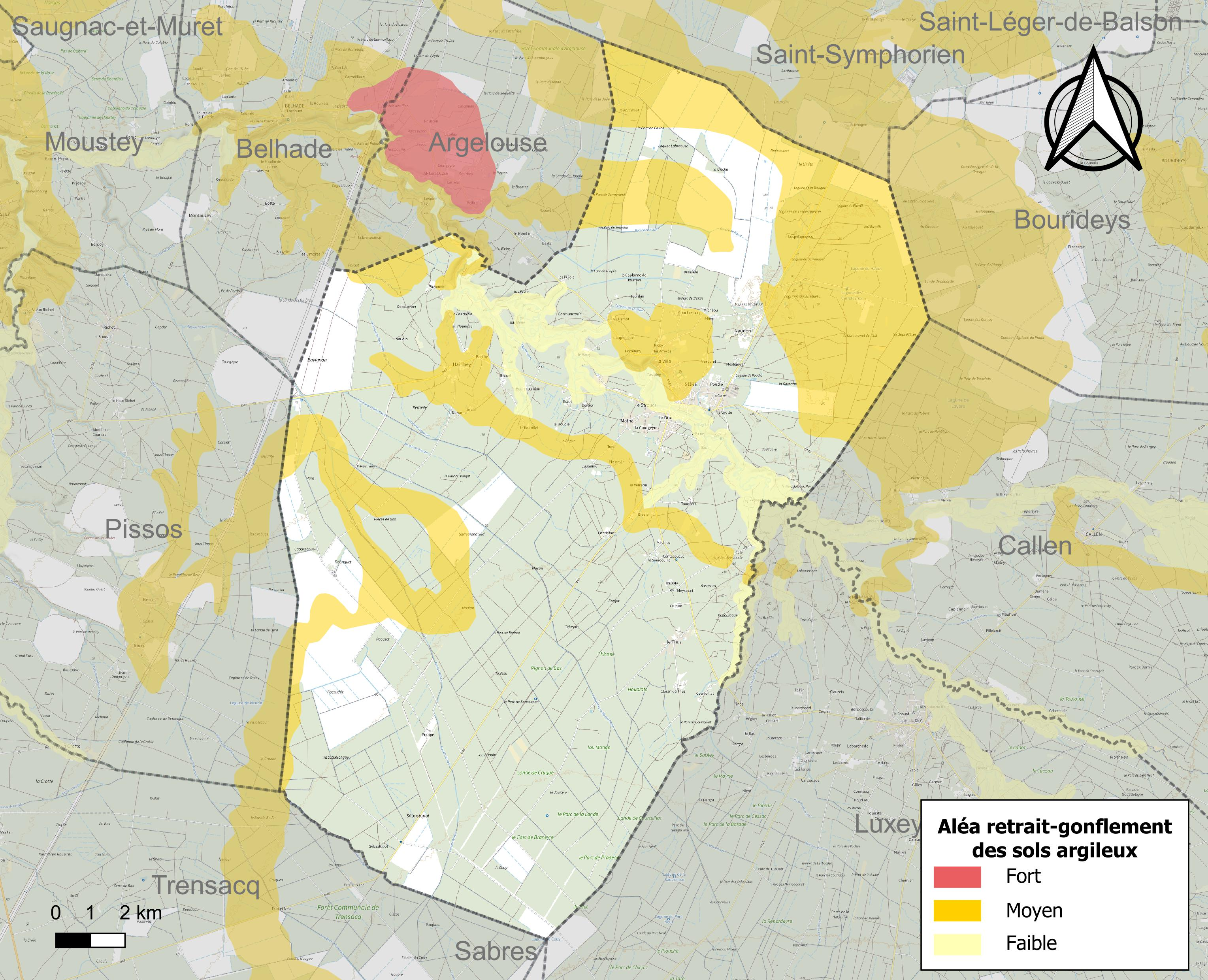
Carte des zones d'aléa retrait-gonflement des sols argileux de Sore.

Le retrait-gonflement des sols argileux est susceptible d'engendrer des dommages importants aux bâtiments en cas d’alternance de périodes de sécheresse et de pluie. 27,3 % de la superficie communale est en aléa moyen ou fort (19,2 % au niveau départemental et 48,5 % au niveau national). Sur les 663 bâtiments dénombrés sur la commune en 2019, 149 sont en aléa moyen ou fort, soit 22 %, à comparer aux 17 % au niveau départemental et 54 % au niveau national. Une cartographie de l'exposition du territoire national au retrait gonflement des sols argileux est disponible sur le site du BRGM,.
Concernant les mouvements de terrains, la commune a été reconnue en état de catastrophe naturelle au titre des dommages causés par des mouvements de terrain en 1999.

#### Risque particulier
Dans plusieurs parties du territoire national, le radon, accumulé dans certains logements ou autres locaux, peut constituer une source significative d’exposition de la population aux rayonnements ionisants. Selon la classification de 2018, la commune de Sore est classée en zone 2, à savoir zone à potentiel radon faible mais sur lesquelles des facteurs géologiques particuliers peuvent faciliter le transfert du radon vers les bâtiments.

## Histoire
Voir : Duché d'Albret
En 1876, le chemin de fer arrive dans la commune avec l'ouverture de la ligne de Nizan à Sore qui dessert la gare de Sore.
Sore fut la seule commune landaise à voter « non » au référendum-plébiscite de 1852 sur le rétablissement de l'Empire.

## Politique et administration

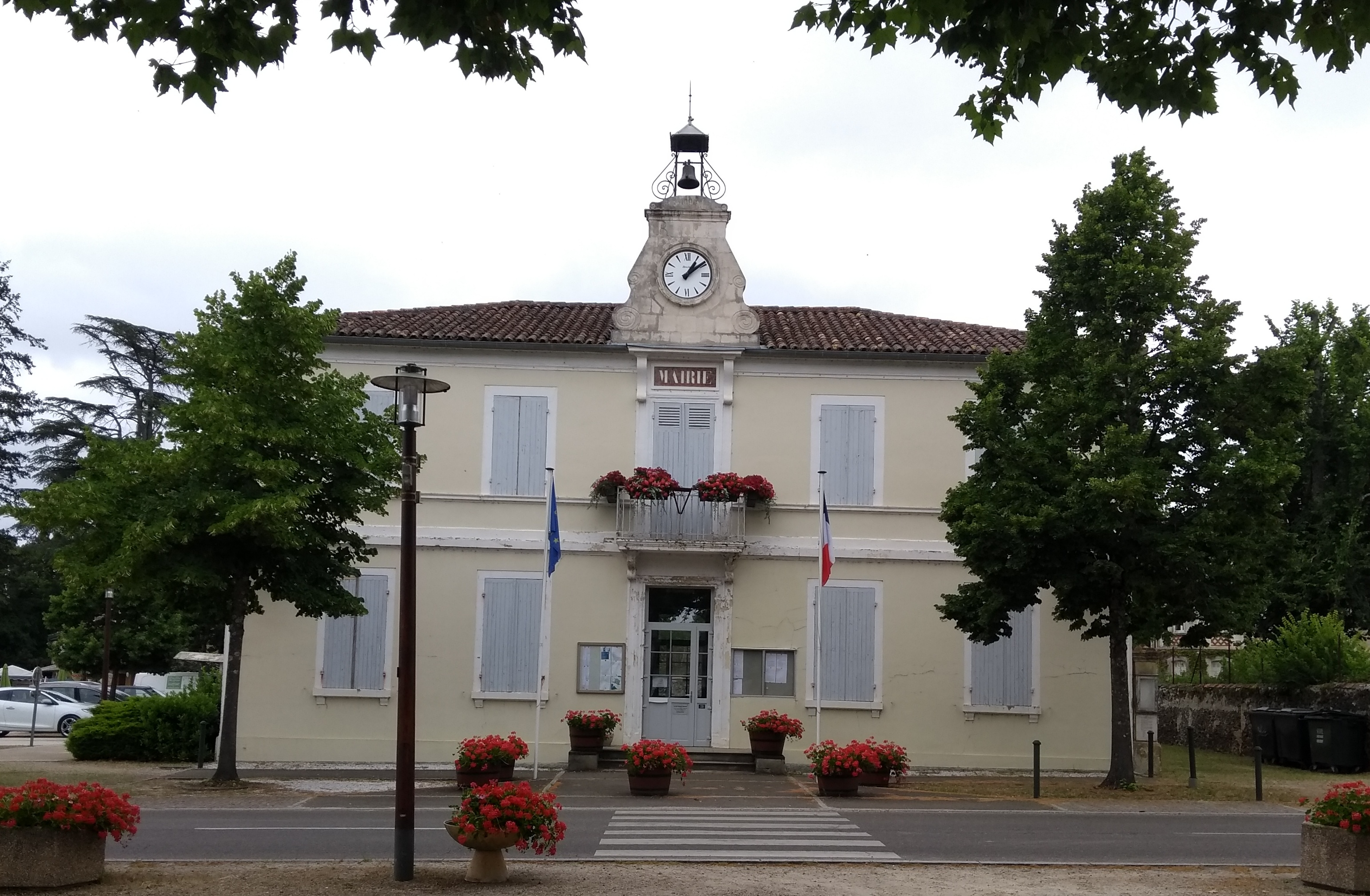
Mairie de Sore.

| Période                                  | Période  | Identité       | Étiquette | Qualité             |
| ---------------------------------------- | -------- | -------------- | --------- | ------------------- |
| Les données manquantes sont à compléter. |          |                |           |                     |
| mars 2001                                | 2014     | Max Roumegoux  | PS        | Retraité EDF        |
| mars 2014                                | En cours | Vincent Gelley | DVG       | Exploitant agricole |

## Démographie
| 1793  | 1800  | 1806  | 1821  | 1831  | 1836  | 1841  | 1846  | 1851  |
| ----- | ----- | ----- | ----- | ----- | ----- | ----- | ----- | ----- |
| 1 529 | 1 450 | 1 145 | 1 353 | 1 733 | 1 685 | 1 740 | 1 815 | 1 900 |

| 1856  | 1861  | 1866  | 1872  | 1876  | 1881  | 1886  | 1891  | 1896  |
| ----- | ----- | ----- | ----- | ----- | ----- | ----- | ----- | ----- |
| 1 965 | 2 006 | 1 974 | 1 907 | 1 951 | 1 981 | 1 937 | 1 911 | 1 939 |

| 1901  | 1906  | 1911  | 1921  | 1926  | 1931  | 1936  | 1946  | 1954  |
| ----- | ----- | ----- | ----- | ----- | ----- | ----- | ----- | ----- |
| 1 927 | 1 863 | 1 840 | 1 658 | 1 620 | 1 588 | 1 452 | 1 427 | 1 143 |

| 1962  | 1968 | 1975 | 1982 | 1990 | 1999 | 2004 | 2006 | 2009  |
| ----- | ---- | ---- | ---- | ---- | ---- | ---- | ---- | ----- |
| 1 059 | 933  | 918  | 843  | 883  | 898  | 962  | 985  | 1 015 |

| 2014  | 2019  | 2022  | - | - | - | - | - | - |
| ----- | ----- | ----- | - | - | - | - | - | - |
| 1 081 | 1 153 | 1 162 | - | - | - | - | - | - |

## Économie
- Agriculture basée sur un système traditionnel mêlant cultures et élevages et où le porc avait une part prépondérante.
- Production d'eau de source Soria, dont l'exploitation a été autorisée par l’arrêté préfectoral du 9 février 2001 modifié le 18 juin 2001 pour l’exploitation du forage « SORIA ».

## Lieux et monuments
- Église Saint-Jean-Baptiste de Sore, du XIIe siècle, améliorée aux XVIe et XIXe siècles, inscrite aux monuments historiques par arrêté du 7 octobre 1992[29].
- Moulin du XIIe siècle sur la Petite Leyre.
- Porte des Anglais de Sore : ancienne porte de ville, datée de la 2e moitié du XIIIe siècle, inscrite aux monuments historiques par arrêté du 7 octobre 1992[30]. Elle est construite en garluche. Il existait deux autres portes de ce type à Sore qui ont aujourd'hui disparu, l'une à l'est du plateau, l'autre en face de l'hospice. Celle-ci est en face du moulin à eau. Sur sa clef de voûte est sculpté un chrisme[31].
- Vestige d'un ancien château fortifié.
- Cercle de la Paix.

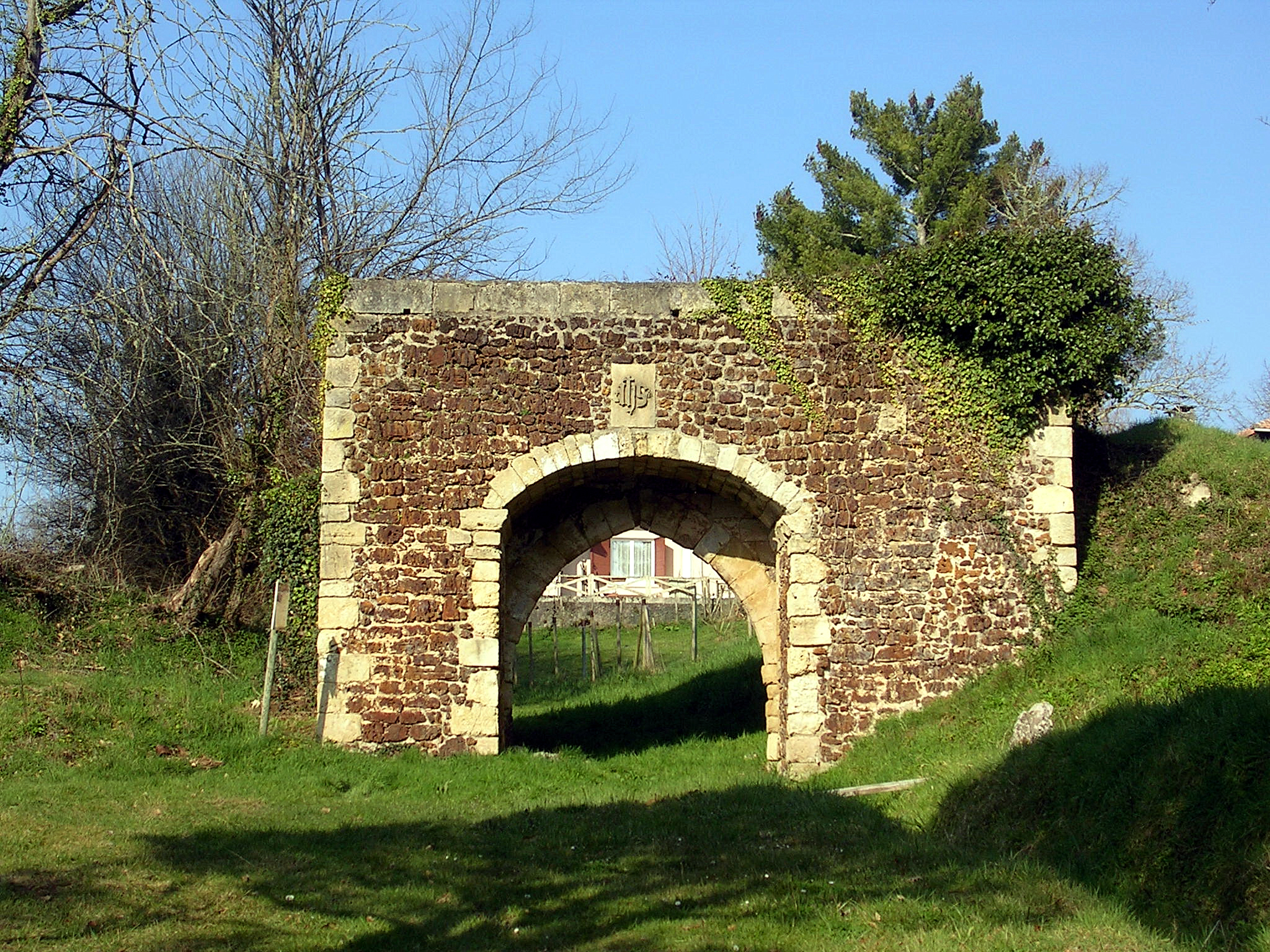
Porte des Anglais.

## Personnalités liées à la commune
- Martin Lartigue, (1952-), acteur et peintre français y vit actuellement[32].
- Denis Barthe (1963-), musicien, batteur du groupe Noir Désir (1980-2010), il habite le village depuis 1999 et a été élu conseiller municipal en 2014, sur une liste unique[33].
- Thierry Murat (1966-), auteur de bandes dessinées, il habite la commune depuis 2005.

## Sore dans la littérature
Sore est citée dans le poème d’Aragon, Le conscrit des cent villages, écrit comme acte de Résistance intellectuelle de manière clandestine au printemps 1943, pendant la Seconde Guerre mondiale.